# Hallstattzeitliches Prunkgrab von Ditzingen-Schöckingen

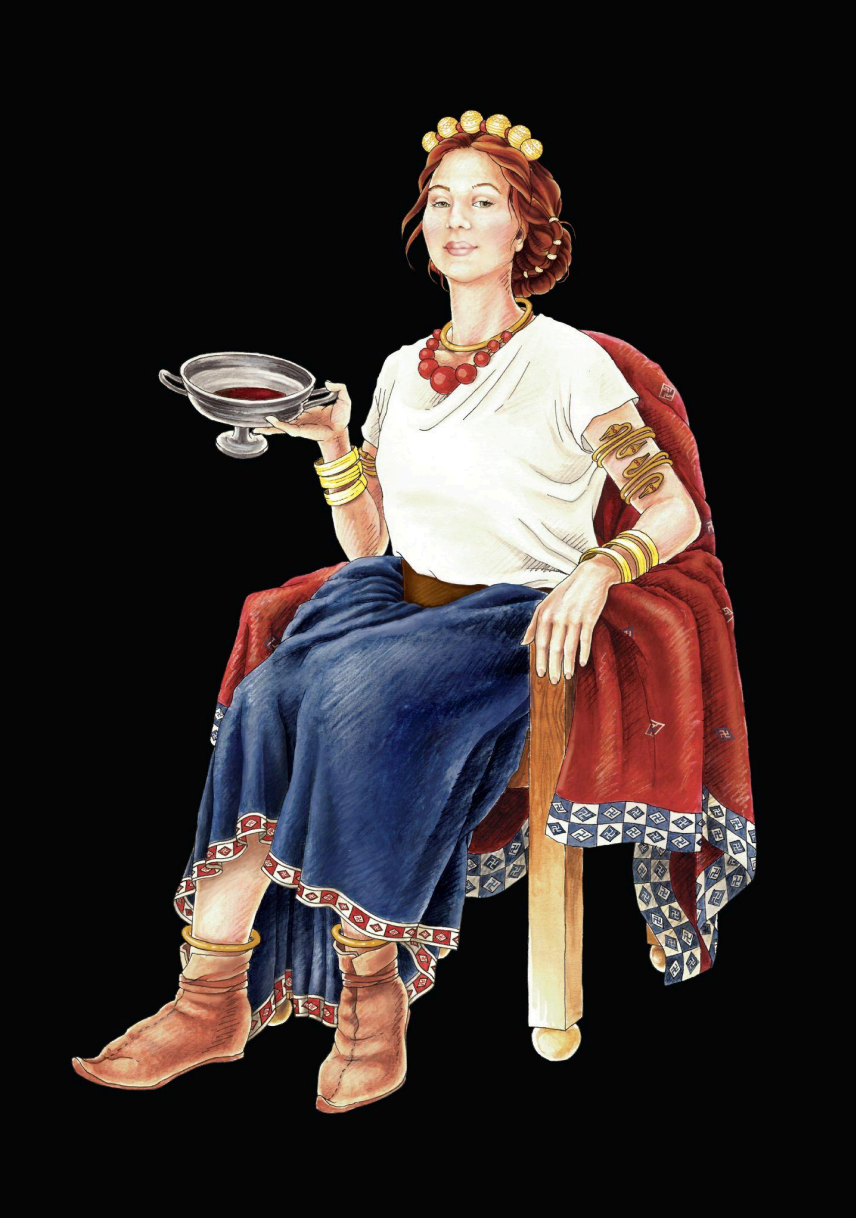
Rekonstruktion der bestatteten Person

Das hallstattzeitliche Prunkgrab von Ditzingen-Schöckingen (auch als das Frauengrab von Schöckingen bezeichnet) ist ein 1951 bei Bauarbeiten freigelegter, späthallstattzeitlicher archäologischer Befund im Ortsteil Schöckingen der Stadt Ditzingen. Es galt zur Zeit der Entdeckung als eines der reichsten Prunkgräber mit einer Frauenbestattung in Südwestdeutschland.

## Fundgeschichte
Am 16. April 1951 entdeckte der Schöckinger Wagnermeister Eugen Gommel beim Umbau eines Stallgebäudes auf seinem Grundstück im Backgässle (Backhausweg) hinter dem Haus Schlossstraße 4 in ca. 40 cm Tiefe unter dem Fundament des alten Scheunengiebels zunächst einen Metallring, dann Schädelreste, Goldschmuck und am folgenden Tag weitere Schmuckstücke. Nach Verständigung des Landesdenkmalamts leitete Landeskonservator Oscar Paret in der Zeit vom 18. bis 21. April 1951 im Rahmen einer Notgrabung die Bergung des Fundes.
Etwa 20 Meter davon entfernt wurden 1999 bei Grabungen in einem nahegelegenen Garten im Bereich der Schlossstraße 8–12 Pfostengruben von mittelalterlichen Häusern und ein weiteres, durch antike Beraubung schon stark gestörtes Körpergrab in süd-nördlicher Ausrichtung freigelegt. Der Fund wird entweder als Nachbestattung in dem Grabhügel des bereits bekannten Frauengrabs oder als separates Hügelgrab interpretiert.

## Grab
Die Bestattung in Süd-Nord-Orientierung wird auf die Zeit um 500 v. Chr., also die Zeit des Keltenfürsten von Hochdorf, datiert und war in Sichtweite des keltischen Fürstensitzes Hohenasperg. Vermutlich war sie ursprünglich von einem heute verschleiften Grabhügel überdeckt. Das Skelett war von kopfgroßen Steinbrocken eingefasst. Die Knochenfunde wurden einer ca. 1,61 m großen Person weiblichen Geschlechts von etwa 20 bis 25 Jahren zugewiesen. Genetische Untersuchungen belegten im Jahr 2003, dass sie in mütterlicher Linie mit dem Keltenfürsten von Hochdorf verwandt war.
Die Beigaben bestanden aus sechs gleichförmigen goldenen Armbändern, neun Ringen mit je fünf Perlreihen, die vielleicht den Schmuck einer Haube bildeten, sechs Nadeln mit goldenen Köpfen; dazu aus Bronze ein Halsring, ein Fußreif und mindestens drei Armspiralen mit Schlangenköpfen und -schwänzen an den Enden und durchbohrten Augen, von denen eines noch eine Koralleneinlage hatte. Am Kopf der Toten fanden sich mindestens vier Nadeln mit Korallenköpfen. Eine Halskette setzte sich aus mindestens acht Perlen und einer fast hühnereigroßen Hohlkugel aus Korallenstücken zusammen. Die vom Landesdenkmalamt erworbenen Funde befinden sich jetzt im Landesmuseum Württemberg in Stuttgart.
Paret bezeichnete die Tote als „hochgestellte Persönlichkeit“, vielleicht eine „keltische Prinzessin“. Trotz der vergleichsweise reichen Grabbeigaben und der verwandtschaftlichen Beziehungen zum Hochdorfer „Fürsten“ wird die beigesetzte Person angesichts des Fehlens von charakteristischen Beigaben wie Bronzegeschirr, Wagen und Importgütern heute nicht mehr der Oberschicht zugerechnet. Der Befund dokumentiert vielmehr in seinem Gegensatz zum Grab von Hochdorf die hierarchisch gegliederte Gesellschaft der Kelten.
Der Fundort ist Teil des „Keltenwegs“ von der Festung Hohenasperg nach Hirschlanden.

## Fundobjekte

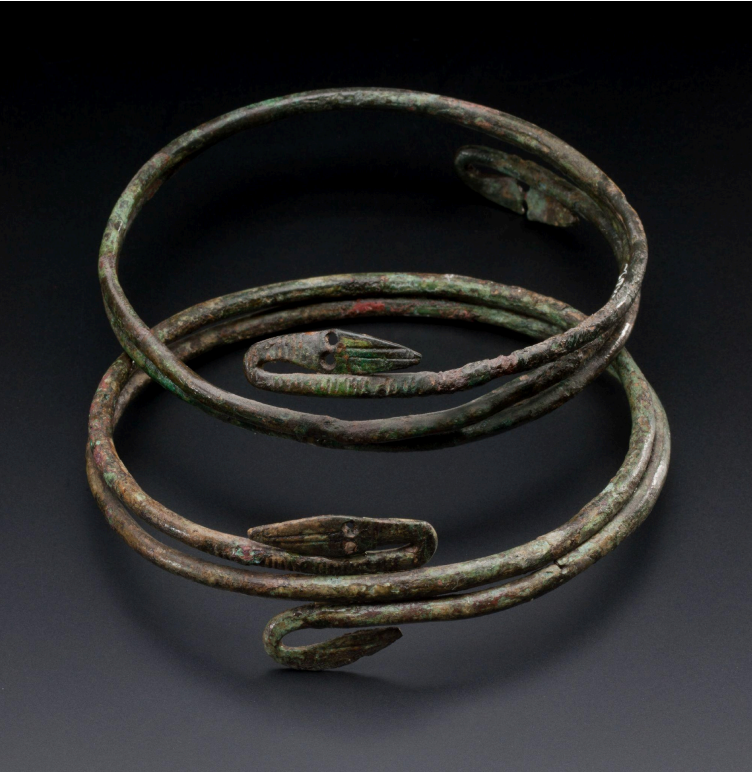
Spiralförmige Bronze-Armreife
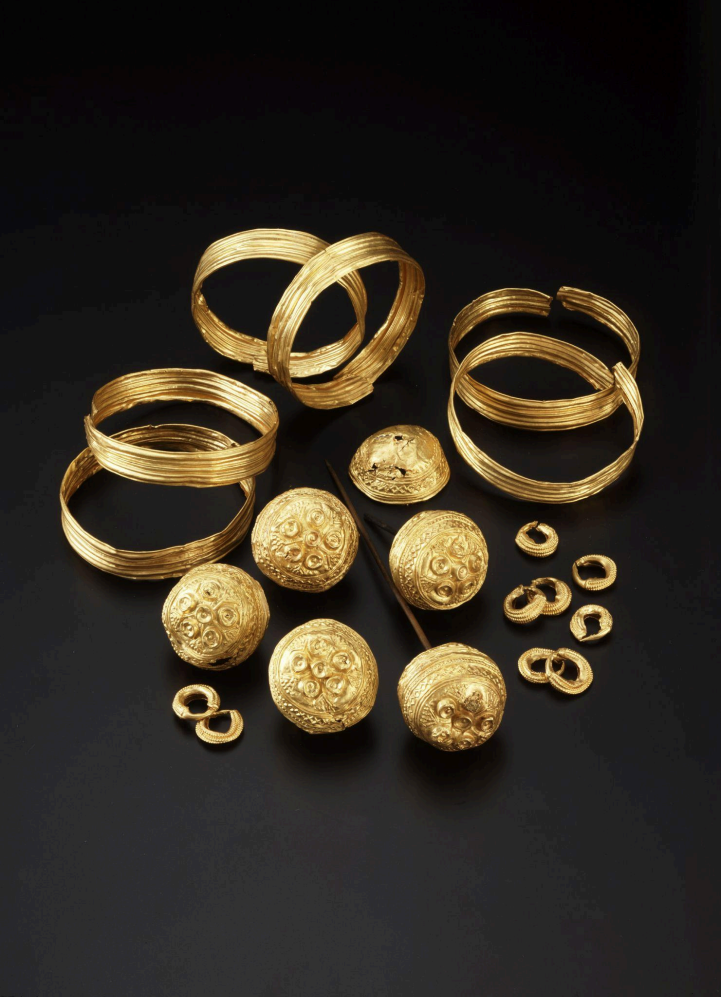
Goldschmuck